# Jef De Smedt
Jef De Smedt (Willebroek, 30 april 1956) is een Vlaamse acteur.
Hij heeft geacteerd in verschillende Vlaamse televisieseries en films zoals: Het witte bloed en Een uur tijdverlies. Sinds 1991 vertolkt De Smedt de rol van Jan Van den Bossche in de soap Familie.
De Smedt heeft twee huwelijken achter de rug en samen met zijn tweede vrouw heeft hij twee dochters. De Smedt is samen met Annie Geeraerts de langst spelende acteur in de Vlaamse soap.